# 大町 (北秋田市)
大町（おおまち）は、秋田県北秋田市鷹巣地域にある地名。郵便番号は018-3324。住居表示実施済み。

## 地理
北秋田市北部中央、鷹巣市街地の南西に位置する。北東に秋田たかのす農業協同組合 本店、南東にたかのす福祉公社、西に鷹巣中央保育園・こすもすホール鷹巣がある。北端を主要地方道 秋田県道24号鷹巣川井堂川線が通る。
北は元町、東は米代町、南は鷹巣字上家下、西は北中家下に隣接する。

## 歴史

### 沿革
- 1981年（昭和56年）10月1日 - 住居表示実施[1]に伴い、鷹巣字の西鷹巣南部、西屋敷、東屋敷の北西側の一部、南家後西部の区域[5]をもって大町が設置される。

## 世帯数と人口
2020年（令和2年）10月1日現在の世帯数と人口は以下の通りである。
| 町丁 | 世帯数  | 人口  | 人口  | 人口  |
| 町丁 | 世帯数  | 男    | 女    | 計    |
| ---- | ------- | ----- | ----- | ----- |
| 大町 | 128世帯 | 136人 | 140人 | 276人 |

### 世帯数と人口の変遷
国勢調査による世帯数と人口の推移。
| 1995年（平成07年） | 162世帯 |  |  | 446人 |  |  |
| 2000年（平成12年） | 153世帯 |  |  | 415人 |  |  |
| 2005年（平成17年） | 150世帯 |  |  | 365人 |  |  |
| 2010年（平成22年） | 131世帯 |  |  | 303人 |  |  |
| 2015年（平成27年） | 125世帯 |  |  | 282人 |  |  |
| 2020年（令和02年） | 128世帯 |  |  | 276人 |  |  |

## 小・中学校の学区
市立小・中学校に通う場合、学区は以下の通りとなる。
| 街区 | 小学校               | 中学校               |
| ---- | -------------------- | -------------------- |
| 全域 | 北秋田市立鷹巣小学校 | 北秋田市立鷹巣中学校 |

## 交通

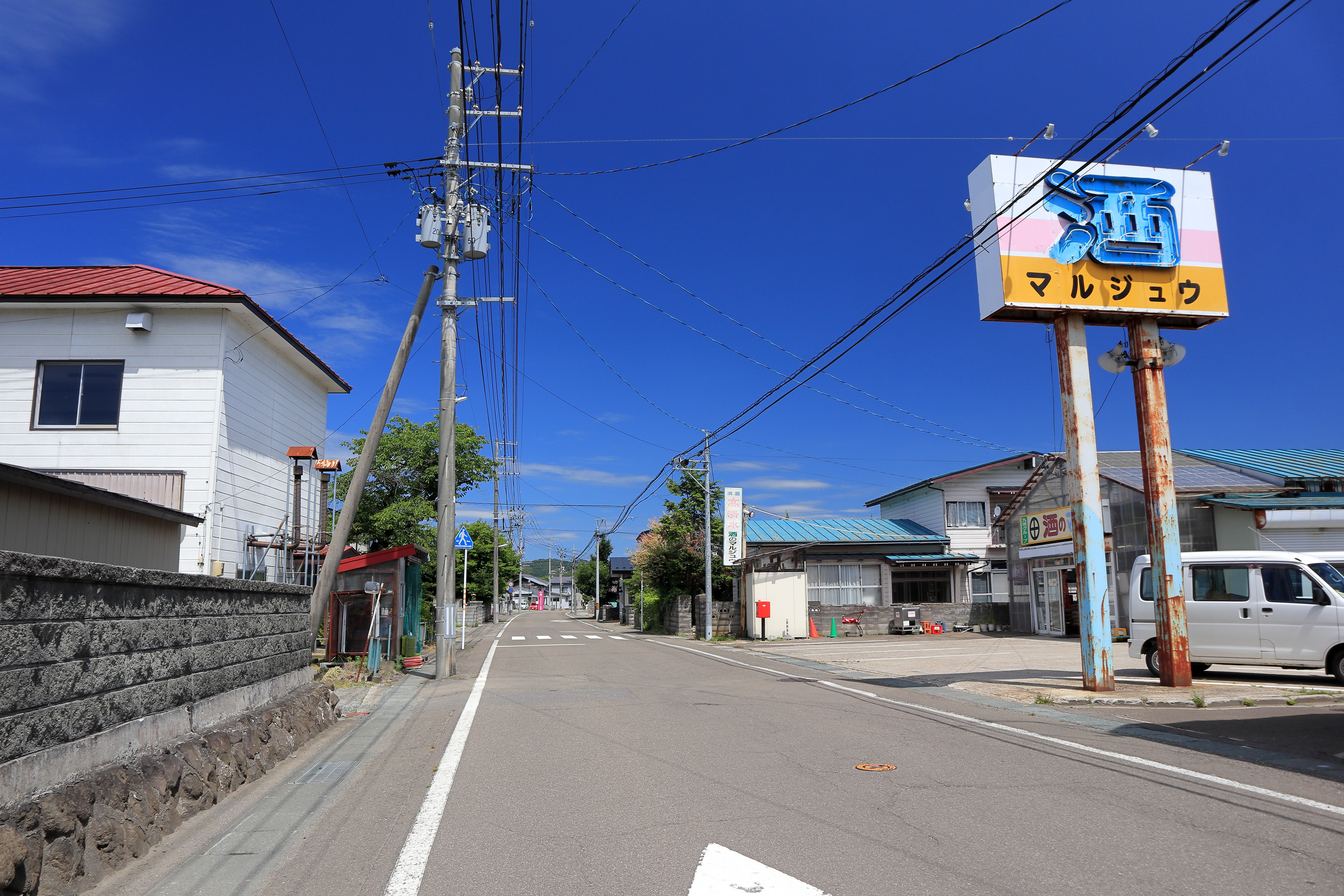
市道

### 鉄道
最寄り駅は松葉町にあるJR東日本奥羽本線・鷹ノ巣駅と隣接する秋田内陸縦貫鉄道秋田内陸線・鷹巣駅である。

### 道路
- 主要地方道 秋田県道24号鷹巣川井堂川線

### バス
秋北バス
- 沖田面・合川線
- 七座・薬師山スキー場線
- 米内沢・鷹巣・大館線
- 鷹巣-北秋田市民病院前
- 鷹巣-米内沢-ダム入口
- 鷹巣市街地循環バス

## 施設

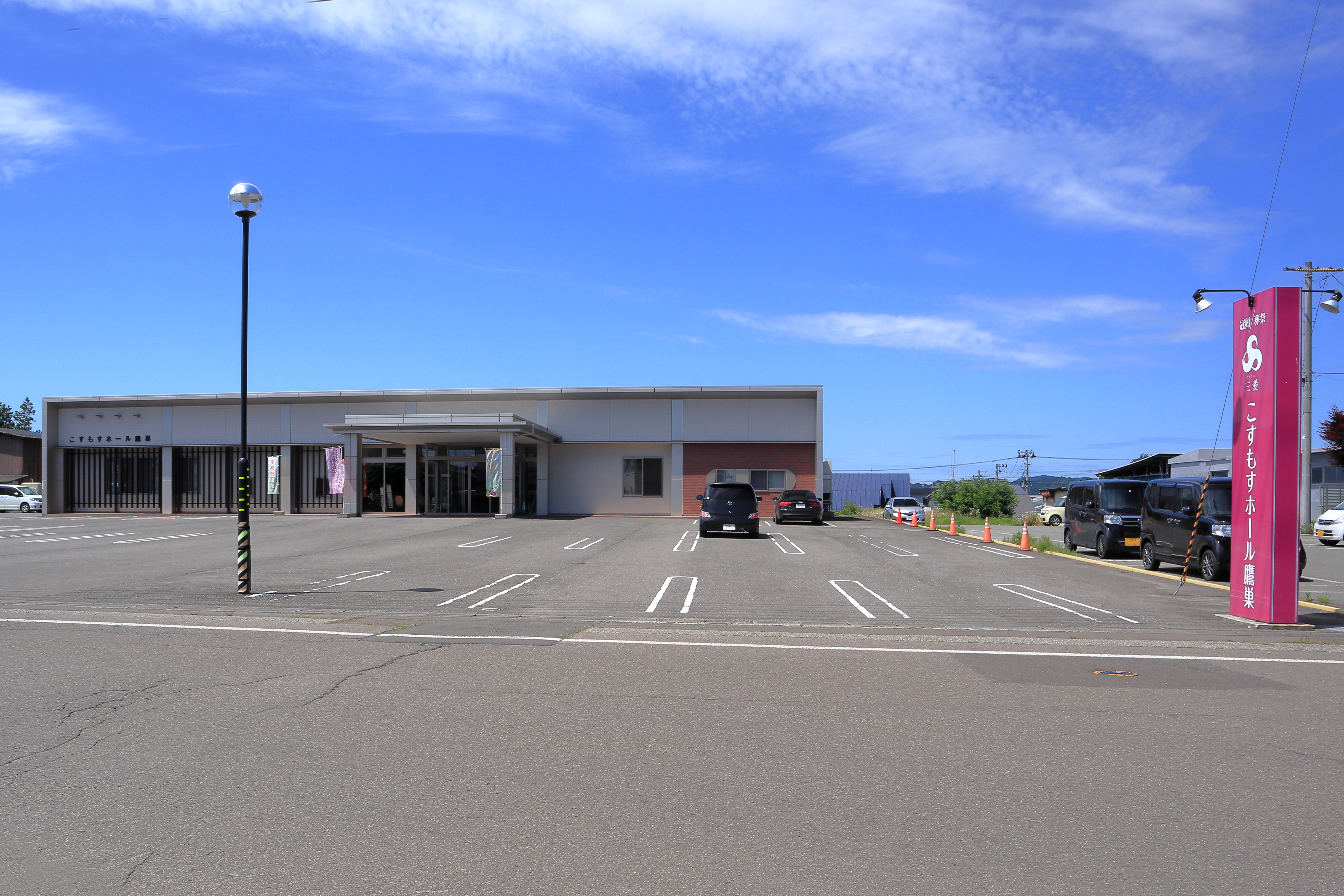
こすもすホール鷹巣

- こすもすホール鷹巣
- 鷹巣中央保育園
- たかのす福祉公社
- 秋田たかのす農業協同組合 本店